# 正射影像

左图为理想的正射影像图示例，右图为左图未纠正为正射影像图之前的状态。注意：在实际中右上图表示突出物侧面的黑色部分在纠正后仍然存在。

正射影像是一种经过几何纠正（比如使之拥有统一的比例尺）的航摄像片，与没有纠正过的航摄像片不同的是，人们可以使用正射影像量测实际距离，因为它是通过校正透視變形後得到的地球表面的真实描述。
與传统的地形图相比，正射影像或正射影像图（DOM）具有資訊量大、形象直观、易于判读和现势性强等诸多优点，因而常被应用到地理信息系统（GIS）中。

## 正射影像的生成
正射影像相当于是正摄投影的航摄相片，但是实际通过航拍得到的航摄相片是中心投影，而且还存在因为相片倾斜和地面起伏产生的像点位移。这种航摄相片由于精度不够，不能够精确客观的表示地物的形状和空间位置。原始的航摄相片需要经过处理，才能得到正射影像，这一处理过程称之为相片纠正。